# This Is the Law
«Це -закон» — канадське пізнавальне ігрове телешоу, яке виходило в ефір на телеканалі "CBC" з 1971 по 1976 рік.

## Опис
Телешоу демонструвало короткі гумористичні сценки, які нібито відбувалися в різних містах та містечках по всій Канаді. Вони йшли з музичним супроводом замість звукової доріжки, і учасникам дискусії пропонувалося вгадати, який (маловідомий) закон цього конкретного регіону порушував персонаж "Порушник закону", якого завжди заарештовували наприкінці сценки.
Ці сценки були доволі витонченими, і частіше за все, попри численні спроби, учасники дискусії не могли назвати закон, який насправді порушувався, оскільки закони як правило, були архаїчними, та на момент зйомок все ще діяли в згаданих громадах. (Наприклад: в одній сценці, на якомусь заході Порушника закону бачать одягненим у костюм печерної людини , де він демонструє сумнівну поведінку, перш ніж його раптово заарештовують. Після того, як члени журі не змогли правильно визначити в чому саме полягала необережність, Вілліс зазначив, що це сталося тому, що костюм Порушника закону не повністю закривав його груди, а в канадській місцевості, де відбувалася сценка, особам будь-якої статі заборонено оголювати соски в громадських місцях).
Сценки чергувалися з зображеннями реальних судових справ, представлених у серії нерухомих картинок у форматі розкадровки з дикторським текстом. Оповідач завершував розповідь запитанням про те, яке рішення зрештою ухвалив суддя. Четверо учасників дискусії мали вгадати, яке рішення він прийняв  і чому, і кожен гравець наприкінці запалював велике "Так" або "Ні" перед своїм місцем. Після того як усі  учасники висловили свої припущення, правильну відповідь оголошували.
Роберт Ворнер зіграв поліцейського, а Пол Соулз — порушника закону. Соулз був першим ведучим шоу, але після стартових літніх випусків 1971 року ведучим став  Остін Вілліс , починаючи зі звичайного осіннього сезону 1971 року і до кінця серіалу.

## Акторський склад

### Учасники дискусії:
- Джулі Амато (1976)
- Білл Чарльтон (бізнесмен за фахом)
- Сьюзен Гей (1971–1972)
- Сьюзен Келлер (1972–1975)
- Медлін Кронбі (червень–серпень 1971)
- Діні Петті (1971)
- Гарт Померанц (юрист і комік за фахом)
- Ларрі Солвей (1971–1975)

### Актори другого плану:
- Пол Бредлі
- Валрі Бромфілд
- Ерік Клаверінг
- Труді Десмонд
- Роберт МакгГіді
- Моніка Паркер

## Зовнішні посилання
- Довідник телесеріалів CBC Королівського університету: «Це закон», доступ 14 серпня 2006 р.,  доступ 16 травня 2016 р.
- This is the Law на сайті IMDb (англ.)